# 拉泰哈尔
拉泰哈尔（Latehar），是印度贾坎德邦Palamu县的一个城镇。总人口19067（2001年）。

## 人口
该地2001年总人口19067人，其中男性10135人，女性8932人；0—6岁人口2894人，其中男1449人，女1445人；识字率61.30%，其中男性为70.07%，女性为51.35%。